# Il trenino Thomas - Il re dei binari
Il trenino Thomas - Il re dei binari (Thomas & Friends: King of the Railway) è un film del 2013 diretto da Rob Silvestri. 

## Trama
Il conte Sir Robert Norramby torna sull'isola di Sodor dopo aver girato il mondo ed è arrivato per riaprire il castello di Ulfstead con le sue locomotive Stephen (soprannominato Rocket) e Millie. Perciò, le locomotive aiutano il conte di Sodor a restaurare il castello per la sua riapertura.

## Accoglienza

### Incassi
Il film ha incassato 60.004 sterline in Regno Unito, un equivalente di 32.445 dollari a Hong Kong, un equivalente di 112.335 dollari in Giappone, un equivalente di 148.022 dollari in Norvegia e un equivalente di 67.708 dollari in Corea del Sud, per un totale di 419.914 dollari.

### Critica
Il film ha recensioni piuttosto positive, su Rotten Tomatoes ha un voto medio di 4,1/5.